# Hedysarum gypsaceum
Hedysarum gypsaceum är en ärtväxtart som beskrevs av Korotkova. Hedysarum gypsaceum ingår i släktet buskväpplingar, och familjen ärtväxter. Inga underarter finns listade i Catalogue of Life.